# 이준구 (언론인)
이준구(李俊九, 1916년 2월 15일~ 2006년 2월 3일, 충북 충주)는 언론인으로 경향신문사 사장과 한국신문발행인협회 초대 이사장을 역임하였다. 1978년에 이마산업주식회사를 설립하였고, 1986년 심재문화재단을 설립하였다.
그가 사주로 있던 경향신문은 그가 반공법위반으로 구속상태인 1965년 박정희 정권하에서 중앙정보부에 의하여 강제매각되었다.
2006년 2월 3일 90세의 나이로 사망하였다.